# José Fontán
José Manuel Fontán Mondragón (Villagarcía de Arosa, Pontevedra, 11 de febrero de 2000) es un futbolista español. Juega como defensa y su equipo es el F. C. Arouca de la Primeira Liga.

## Trayectoria
Nacido en el municipio gallego de Villagarcía de Arosa, empezaría su carrera como futbolista por los equipos filiales del Celta de Vigo. En la temporada 2018-19 ascendió al Celta de Vigo "B", debutando el 14 de octubre de 2018, al entrar como sustituto de Diego Alende en un partido contra el Atlético de Madrid "B" en casa.
Realizó su debut con el primer equipo el 23 de enero de 2020, jugando como titular un partido de Copa del Rey perdido por 1 a 2 contra el C. D. Mirandés. Su primer partido en la Primera División fue el 1 de octubre, empezando de titular en un partido perdido por 0 a 3 contra el F. C. Barcelona.
El 27 de julio de 2021 se oficializó su renovación con el Celta de Vigo hasta 2026 y su ascenso al primer equipo.
El 18 de junio de 2022 firmó en calidad de cedido por el Go Ahead Eagles, que jugaba en la Eredivisie, durante una temporada. Tras la misma regresó a España y en agosto fue prestado al F. C. Cartagena para que compitiera en la Segunda División. Tras esta segunda cesión abandonó definitivamente el conjunto vigués al ser traspasado al F. C. Arouca.

## Estadísticas

### Clubes
Actualizado al último partido disputado el 17 de mayo de 2025.
| Club                             | Div.          | Temporada     | Liga  | Liga  | Copa  | Copa  | Internacional | Internacional | Total | Total |
| Club                             | Div.          | Temporada     | Part. | Goles | Part. | Goles | Part.         | Goles         | Part. | Goles |
| -------------------------------- | ------------- | ------------- | ----- | ----- | ----- | ----- | ------------- | ------------- | ----- | ----- |
| R. C. Celta de Vigo "B" · España | 2.ª B         | 2018-19       | 8     | 0     | ―     | ―     | ―             | ―             | 8     | 0     |
| R. C. Celta de Vigo "B" · España | 2.ª B         | 2019-20       | 22    | 0     | ―     | ―     | ―             | ―             | 22    | 0     |
| R. C. Celta de Vigo "B" · España | Total club    | Total club    | 30    | 0     | ―     | ―     | ―             | ―             | 30    | 0     |
| R. C. Celta de Vigo · España     | 1.ª           | 2019-20       | 0     | 0     | 1     | 0     | ―             | ―             | 24    | 1     |
| R. C. Celta de Vigo · España     | 1.ª           | 2020-21       | 14    | 0     | 2     | 0     | ―             | ―             | 16    | 0     |
| R. C. Celta de Vigo · España     | 1.ª           | 2021-22       | 9     | 0     | 3     | 2     | ―             | ―             | 12    | 2     |
| R. C. Celta de Vigo · España     | Total club    | Total club    | 23    | 0     | 6     | 2     | ―             | ―             | 29    | 2     |
| Go Ahead Eagles · Países Bajos   | 1.ª           | 2022-23       | 21    | 1     | 3     | 0     | ―             | ―             | 24    | 1     |
| Go Ahead Eagles · Países Bajos   | Total club    | Total club    | 21    | 1     | 3     | 0     | ―             | ―             | 24    | 1     |
| F. C. Cartagena · España         | 2.ª           | 2023-24       | 37    | 4     | 3     | 0     | ―             | ―             | 40    | 4     |
| F. C. Cartagena · España         | Total club    | Total club    | 37    | 4     | 3     | 0     | ―             | ―             | 40    | 4     |
| F. C. Arouca Portugal            | 1.ª           | 2024-25       | 29    | 1     | 2     | 0     | ―             | ―             | 31    | 1     |
| F. C. Arouca Portugal            | Total club    | Total club    | 29    | 1     | 2     | 0     | ―             | ―             | 31    | 1     |
| Total carrera                    | Total carrera | Total carrera | 140   | 6     | 14    | 2     | ―             | ―             | 154   | 8     |